# Enfer mécanique
 (février 2024).
Si vous disposez d'ouvrages ou d'articles de référence ou si vous connaissez des sites web de qualité traitant du thème abordé ici, merci de compléter l'article en donnant les références utiles à sa vérifiabilité et en les liant à la section « Notes et références ».
Pour plus de détails, voir Fiche technique et Distribution.
Enfer mécanique (The Car) est un film d'horreur réalisé par Elliot Silverstein et écrit par Michael Butler, Dennis Shryack et Lane Slater. Il met en vedette James Brolin, Kathleen Lloyd, John Marley et Ronny Cox. L'histoire porte sur une mystérieuse automobile qui terrorise une petite ville de campagne isolée dans l'ouest des États-Unis.
Produit et distribué par Universal Pictures, ce film a été influencé par les nombreux road movies des années 1970, dont Duel de Steven Spielberg et La Course à la mort de l'an 2000 de Paul Bartel. Il a aussi un certain rapport avec Les Dents de la mer[évasif] (ici, la voiture remplace le requin comme prédateur). Le film est connu pour ses effets sonores, notamment le son du terrifiant klaxon à chaque fois que l'auto frappe une nouvelle victime.

## Synopsis
L'histoire se déroule à Santa Ynez, communauté fictive située dans les montagnes de l'État de l'Utah. Une énorme berline noire roule à tombeau ouvert sur la route du désert. Elle frappe d'abord deux cyclistes dans les montagnes, puis un auto-stoppeur aux abords de la ville. Les policiers du comté, menés par le shérif Everett et le capitaine Wade Parent, commencent l'enquête. Le soir, Everett est à son tour fauché sur la grande rue du village par la mystérieuse berline. Une vieille dame qui ne parle pas anglais, témoin de l'incident, affirme aux policiers (l'un d'eux qui traduit) que la voiture était vide : il n'y avait personne à la place du chauffeur. Cette déclaration trouble profondément Parent.
Le lendemain matin, la voiture s'attaque à un groupe d'enfants en train de répéter une fanfare. Les enfants et leurs professeurs parviennent à se réfugier dans le cimetière, où il semble qu'elle n'ose pas pénétrer, malgré les insultes proférées par Lauren, l'une des institutrices et petite amie du capitaine Parent. La voiture repart vers le désert avec à sa poursuite toute une escouade de voitures policières. Elles sont toutes détruites et Wade est blessé dans l'affrontement.
Celui-ci se réveille dans un hôpital et constate avec les policiers survivants qu'il semble s'agir d'une voiture ayant une origine démoniaque. Le soir, Lauren est tuée dans sa maison par la berline qui y a pénétré en faisant un saut hors du commun. Wade sort de l'hôpital et établit un plan pour se débarrasser de la voiture diabolique. Il l'attirera vers un canyon où ses collègues auront auparavant posé une bonne quantité de dynamite afin de l'enterrer sous des tonnes de pierre. Il est forcé de mettre le plan en action plus vite que prévu lorsqu'il s'aperçoit que la voiture l'attendait dans son garage. Elle le suit jusqu'au canyon et le plan se déroule finalement comme prévu. Pendant l'explosion, une forme bizarre et monstrueuse apparait dans le ciel, qui semble confirmer l'origine diabolique de la machine.

## Fiche technique
- Titre : Enfer mécanique
- Titre original : The Car
- Réalisation : Elliot Silverstein
- Scénario : Michael Butler, Dennis Shryack et Lane Slate
- Musique : Leonard Rosenman
- Photographie : Gerald Hirschfeld
- Montage : Michael McCroskey
- Son : Kevin F. Cleary (en)
- Effets spéciaux : Kevin Pike (en)
- Production : Elliot Silverstein
- Société de production : Universal Pictures
- Société de distribution : Universal Pictures
- Pays de production :  États-Unis
- Langue originale : anglais
- Genre : horreur
- Format : couleur
- Durée : 97 minutes
- Date de sortie :
  - États-Unis : 13 mai 1977
  - France : 28 septembre 1977
- Classification :
  - France : interdit aux moins de 13 ans lors de sa sortie en salles, puis interdit aux moins de 12 ans dans la nouvelle nomenclature issue du décret du 23 février 1990[1]

## Distribution
- James Brolin (VF : Jacques Richard) : Wade Parent
- Kathleen Lloyd (VF : Sylvie Feit) : Lauren
- John Marley (VF : Georges Atlas) : Le shérif Everett
- R. G. Armstrong (VF : André Valmy) : Amos Clements
- Ronny Cox (VF : Francis Lax) : Luke
- Henry O'Brien (VF : Raoul Delfosse) : Charles
- Elizabeth Thompson (VF : Monique Thierry) : Maggie
- Roy Jenson (VF : Henry Djanik) : Ray Mott
- Kim Richards : Lynn Marie Parent
- Kyle Richards : Debbie Parent
- Lee McLaughlin (VF : Jacques Ferrière) : Marvin Fats
- Geraldine Keams (VF : Sylviane Margollé) : Donna
- Kate Murtagh : Miss MacDonald
- Steve Gravers (VF : Claude Joseph) : Mackey
- Doris Dowling : Bertha
- John Rubinstein (VF : Bernard Murat) : John Morris
- Bob Woodlock : Peter Kale
- Melody Thomas Scott : Suzie Pulbrook

## Autour du film
- La voiture infernale du film est une Lincoln Continental Mark III 1971, transformée par le concepteur George Barris, qui avait conçu la Batmobile de la série télévisée Batman pendant les années 1960. Elle a coûté 84 000 $ à construire.
- Six voitures du même genre ont été construites pour le film, et détruites pendant le tournage. Une septième voiture a été construite plus tard et montrée aux studios Universal mais Barris a fini par la vendre à un collectionneur dans les années 1980.
- Lors d'une entrevue en 1977, James Brolin a déclaré que le film devait d'abord s'appeler Wheels.
- La scène finale, lorsque la voiture tombe dans le précipice, a été reprise dans un épisode de K 2000 : Le Prototype.
- Le film a été tourné en Utah, principalement à Glen Canyon et au Parc national de Zion.
- Dans l'épisode 18 de la saison 2 de Futurama, Bender se transforme en une « voiture-garou » qui a le même design que la voiture du film.
- Melody Thomas Scott, qui est la première victime du bolide infernal, s'est plus tard fait connaître dans le rôle de Nikki Newman dans la série télévisée Les Feux de l'amour.

## Films sur un sujet similaire
- Christine de John Carpenter
- Maximum Overdrive de Stephen King
- Speed Demon de David DeCoteau
- Wheels of Terror de Christopher Cain
- Trucks : Les Camions de l'enfer de Chris Thomson
- Duel de Steven Spielberg